# Циклічна перестановка

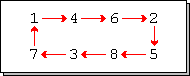
Перестановка 8-ми елементів одним циклом.

В математиці, і зокрема в теорії груп, цикл — перестановка елементів деякої множини X, яка відображає елементи деякої підмножини S в X один в інший циклічним чином, тоді як інші елементи X залишаються фіксованими. Наприклад, перестановка {1, 2, 3, 4}, що переставляє 1 в 3, 2 в 4, 3 в 2 і 4 в 1 є циклом, тоді як перестановка 1 в 3, 2 в 4, 3 в 1 і 4 в 2 ні (це окремі пари {1, 3} і {2, 4}). Множина S називається орбітою циклу.

## Визначення
. 

Перестановка 8-ми елементів з двома фіксованими елементами та одним циклом на 6 елементів

Перестановка множини X, яка бієктивною функцією {\displaystyle \sigma :X\to X}, називається циклом, якщо дія на X підгрупи утвореної {\displaystyle \sigma } має саме одну орбіту з більш як одним елементом. Це поняття найчастіше вживають коли X скінченна множина; тоді й орбіта S скінченна. Нехай {\displaystyle s_{0}} довільний елемент з S, і покладемо {\displaystyle s_{i}=\sigma ^{i}(s)\,} для будь-якого {\displaystyle i\in \mathbf {Z} }. З того, що по припущенню S містить більше ніж один елемент, {\displaystyle s_{1}\neq s_{0}}; якщо S скінченна, існує мінімальне число {\displaystyle k>1} для якого {\displaystyle s_{k}=s_{0}}. Тоді {\displaystyle S=\{s_{0},s_{1},\ldots ,s_{k-1}\}}, і {\displaystyle \sigma } є переставка визначена
{\displaystyle \sigma (s_{i})=s_{i+1}\quad {\mbox{for }}0\leq i<k}
і {\displaystyle \sigma (x)=x} для будь-якого елементу з {\displaystyle X\setminus S}. Елементи не зафіксовані {\displaystyle \sigma } можна зобразити як
{\displaystyle s_{0}\mapsto s_{1}\mapsto s_{2}\mapsto \cdots \mapsto s_{k-1}\mapsto s_{k}=s_{0}}.
Цикл можна записати за допомогою циклічного запису {\displaystyle \sigma =(s_{0}~s_{1}~\dots ~s_{k-1})} (коми тут не вживаються з метою уникнення плутанини з k-кортежем). Довжина циклу — це кількість елементів його орбіти. Цикл довжини k також звуть  k-цикл.

## Основні властивості
. 

Перестановка 8-ми елементів з двома фіксованими елементами та двома циклами

Один з головних вислідів у симетричних групах стверджує, що будь-яку перестановку можна виразити як добуток неперетинних циклів (точніше: циклів з неперетинними орбітами); такі цикли комутують між собою, і вираз перестановки унікальний з точністю до порядку циклів (але зверніть увагу, що циклічний запис не унікальний: кожен k-цикл сам по собі може бути представлений k різними способами, в залежності від вибору {\displaystyle s_{0}} в його орбіті). Отже мультимножина довжин циклів в цьому виразі унікально визначає перестановку, парність і клас спряженості перестановки в симетричній групі також визначаються цим.
Кількість k-циклів у симетричній групі Sn для {\displaystyle 2\leq k\leq n} дається такими тотожними формулами
{\displaystyle {\binom {n}{k}}(k-1)!={\frac {n(n-1)\cdots (n-k+1)}{k}}={\frac {n!}{(n-k)!k}}}
k-цикл має парність (−1)k − 1.

## Транспозиції
Цикл з лише двома елементами називається транспозицією. Наприклад перестановка {1, 4, 3, 2}, яка переводить 1 в 1, 2 в 4, 3 в 3 і 4 в 2 — це транспозиція (а саме така, що міняє місцями 2 і 4).